# 圭亚那小巨嘴鸟
圭亚那小巨嘴鸟是鵎鵼科小鵎鵼屬的一种动物。生活在亚马逊热带雨林东北部。

## 分布和习性
圭亚那小巨嘴鸟生活在巴西、圭亚那、苏里南和委内瑞拉的热带低地雨林中。长25厘米，重110-165克。

## 与人类关系
圭亚那小巨嘴鸟可以作为宠物。